# ان‌جی‌سی ۲۵۲
ان‌جی‌سی ۲۵۲ (انگلیسی: NGC 252) نام یک کهکشان عدسی در صورت فلکی آندرومدا است.